# Viaje del Buen Suceso

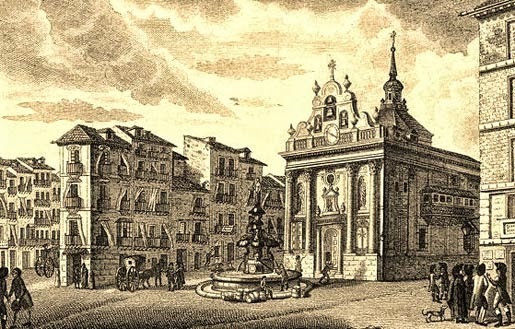
Grabado con la fuente de aguadores ante la iglesia del Buen Suceso, en una copia de 1790.

El viaje del Buen Suceso fue el primer viaje de agua municipal construido por la Junta de Aguas de Madrid entre 1610 y 1618 en esa capital española. Se hizo para complementar el abastecimiento a la Villa madrileña de los cuatro principales viajes ya existentes en aquel momento, es decir, el de Amaniel (1610-1621) –perteneciente a la Corona- y los tres viajes propiedad de la Villa de Madrid: el de la Fuente Castellana (1613-1620), y los llamados del Abroñigal Alto y Abroñigal Bajo (1617-1630).
Fue el zahorí Juan Fernández, quien, durante su gestión como comisario de las fuentes del Prado, descubrió extramuros de la antigua Villa un manantial junto a la puerta de Santa Bárbara (en el espacio que en siglo xxi ocupa la plaza de Alonso Martínez). Las aguas de aquel manadero se reservaron para alimentar el proyectado viaje del Buen Suceso, –primero de los construidos durante el siglo xvii por la Junta–, y pensado para abastecer la nueva fuente de la Puerta del Sol y algunas del Paseo del Prado.

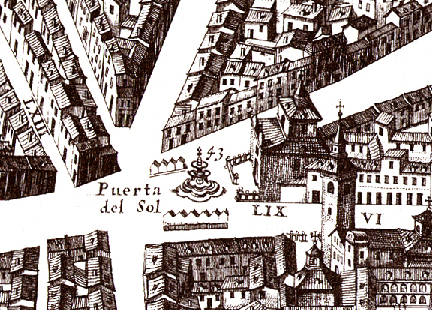
La Puerta del Sol en el plano de Teixeira, publicado en 1656. Ante el Hospital del Buen Suceso, aparece la fuente abastecida por el viaje del Buen Suceso, en la que entre sus varias y sucesivas transformaciones estuvo la estatua de La Mariblanca.

Su construcción se concluyó en 1618, y dentro del plazo previsto, a pesar de que hubo que solucionar algunos inconvenientes e imprevistos como sortear las galerías y cuevas encontradas a su paso bajo las casas de la calle de Alcalá. En ese trazado, en el que los viajes podrían ser perforados con facilidad por los vecinos furtivos del agua municipal fue necesario construir unos
«paredones de cal y piedra de tres pies de ancho», obra que realizaron los
alarifes Mateo Díaz, Francisco de Potes y Sebastián de la Oliva.
El caudal del viaje del Buen Suceso fue ampliado poco tiempo después con otro manantial encontrado a espaldas del monasterio de los Agustinos Recoletos, en la zona que mucho tiempo después ocuparía la Biblioteca Nacional de España.